# Hemieuxoa interrupta
Hemieuxoa interrupta är en fjärilsart som beskrevs av J. Peter Maassen 1890. Hemieuxoa interrupta ingår i släktet Hemieuxoa och familjen nattflyn. Inga underarter finns listade i Catalogue of Life.